# Naissance en 1428
Naissance
- 1424
- 1425
- 1426
- 1427
- 1428
- 1429
- 1430
- 1431
- 1432

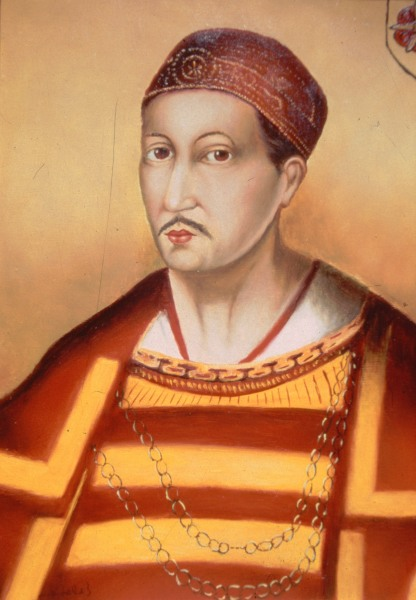
Bernard VII de Lippe, né en décembre 1428.

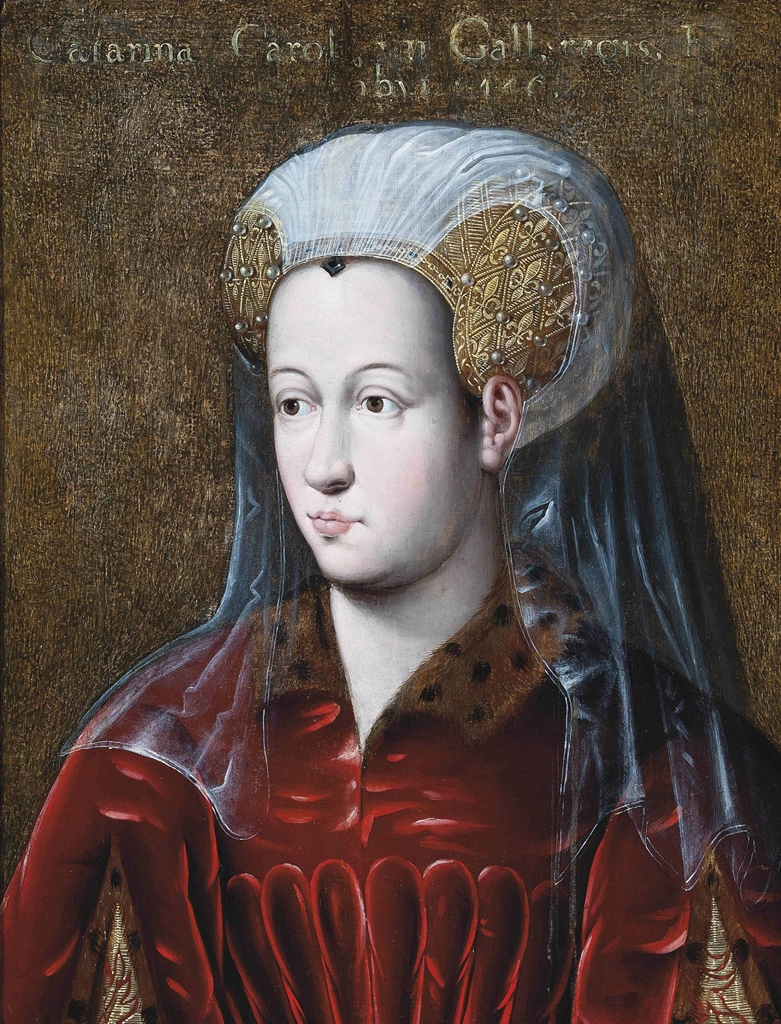
Catherine de France, née en mai 1428.

Cette page dresse une liste de personnalités nées au cours de l'année 1428  :
- 27 avril : Maria Ormani, moniale copiste et enlumineuse florentine.
- 3 mai : Pedro González de Mendoza, évêque de Calahorra, archevêque de Séville puis de Tolède, cardinal-prêtre  de S. Maria in Domnica puis cardinal-prêtre de S. Croce in Gerusalemme.
- 4 juillet : Philippe Strozzi l'Ancien, banquier et homme d'État italien.
- août : Radegonde de France, princesse française.
- 21 septembre : Ming Daizong, appelé Empereur Jingtai, empereur de Chine.
- 2 novembre : Yolande d'Anjou, duchesse de Lorraine et de Bar.
- 22 novembre : Richard Neville, 16e comte de Warwick et 6e comte de Salisbury.
- 4 décembre : Bernard VII de Lippe, seigneur de Detmold.

- Jean VIII de Bourbon-Vendôme, comte de Vendôme.
- Catherine de France, Fille de France.
- Francesco Florio, dominicain italien de culture humaniste.
- Paolo Fregoso, ou Paolo di Campofregoso, cardinal italien et doge de la république de Gênes.
- Ulrich II de Mecklembourg-Stargard, duc de Mecklembourg-Stargard.
- Oddantonio II de Montefeltro, duc d'Urbino et comte de Montefeltro.
- Amédéa de Montferrat, reine de Chypre.
- Isabelle de Portugal, reine consort de Castille.
- Janibek Khan, khan kazakh, qui fonde le Khanat kazakh avec Kereï Khan.
- Mircea II le Jeune, ou Mircea cel Tânăr, prince de Valachie.
- Nicolas Léonicène, médecin et humaniste italien.
- Hélène Paléologue, reine de Chypre.
- Didrik Pining, navigateur et corsaire allemand au service tout d’abord de Hambourg, puis du Danemark.
- Giulio Pomponio Leto, humaniste italien.
- Philippe Pot, seigneur de La Roche-Nolay, (aujourd'hui La Roche) et de Thorey-sur-Ouche, diplomate, chevalier de la Toison d’or, grand sénéchal de Bourgogne.
- Jeanne Scopelli, religieuse de l'ordre du Carmel, bienheureuse de l’Église Catholique.
- Polyxène Sforza, noble italienne.
- Asakura Toshikage,  samouraï japonais et un daimyō d'Echizen pendant la période Sengoku de l'histoire du Japon.

date incertaine (vers 1428)
- Alain de la Roche, religieux dominicain breton.
- Jacques de Rambures, seigneur de Rambures.
- Bartolomé Fanti, religieux carme italien.
- Olivier Le Daim, barbier, gentilhomme de la chambre du roi, capitaine du château de Loches, gouverneur de Saint-Quentin.

## Crédit d'auteurs
- Cet article est partiellement ou en totalité issu de l'article intitulé « 1428 » (voir la liste des auteurs).